# مادری
مادری اولین فیلم سینمایی رقیه توکلی در مقام کارگردانی است با تهیه‌کنندگی سیاوش حقیقی محصول سال ۱۳۹۵ است.

## خلاصه فیلم
داستان «مادری» دربارهٔ زندگی دو خواهر است که به تنهایی در شهر یزد با یکدیگر زندگی می‌کنند؛ با این تفاوت که یکی عشق خود را رها کرده و دیگر عشقش او را رها کرده‌است. آن‌ها یک تنه روبروی مشکلات و مسائلی که سر راه دارند، ایستادگی می‌کنند و حرکتی رو به جلو دارند تا اینکه …

## بازیگران
| بازیگر        | نقش   |
| ------------- | ----- |
| نازنین بیاتی  | نوا   |
| هانیه توسلی   | گلنار |
| هومن سیدی     | سعید  |
| مریم بوبانی   | خاله  |
| ملیسا ذاکری   | مریم  |
| سجاد اسماعیلی | سجاد  |